# La Castagne (film, 1977)
Pour les articles homonymes, voir La Castagne.
Série
La Castagne 2 : Les Briseurs de glace
(2002)
Pour plus de détails, voir Fiche technique et Distribution.
Lancer frappé (Slap Shot) ou La Castagne (en France) est un film américain réalisé par George Roy Hill, sorti en 1977.
Deux suites ont été tournées : La Castagne 2 : Les Briseurs de glace (Slap Shot 2: Breaking The Ice) en 2002 et La Castagne 3 : Y a-t-il un joueur pour sauver la junior league ? (Slap Shot 3: The Junior League) en 2008, sorties toutes deux directement en vidéo.

## Synopsis
Le film raconte les déboires d'une équipe de hockey médiocre des ligues mineures, les Chiefs de Charlestown, et de son joueur-entraîneur vieillissant, Reggie Dunlop (Paul Newman).
Risée du public, les Chiefs sont une équipe de troisième ordre qui stagne dans les bas-fonds du classement de la Ligue fédérale de hockey, ligue fictive inspirée par la North American Hockey League. Parallèlement, la principale usine de Charlestown fermera bientôt, emportant avec elle le club. Dunlop, jouant le tout pour le tout, fait d'abord croire au déménagement de l'équipe en Floride afin de stimuler ses joueurs. Malgré le désastre économique que représente cette fermeture, les ouvriers assurant jusque-là un maigre soutien financier, les dirigeants de l'équipe engagent trois nouveaux joueurs, les frères Hanson, qui sont de véritables terreurs sur glace. Leur venue incite Reggie à prôner un style de jeu violent et agressif, au grand plaisir des spectateurs.
Ned Braden, le meilleur pointeur de l’équipe, est contre la violence sur la patinoire et refuse de suivre ses coéquipiers qui acceptent de se battre pour défendre l’honneur de l’équipe. À la suite d'une discussion avec une riche veuve (propriétaire de l’équipe) qui persiste et signe son intérêt de dissoudre les Chiefs, Reggie fait convaincre son équipe de jouer proprement sans recours à la violence lors du match de championnat contre les Bulldogs de Syracuse. Ce dernier match sera remporté par l'équipe grâce à la disqualification de l'équipe rivale et Reggie par la suite nommé entraîneur d'une équipe de première division.

## Fiche technique
- Titre original : Slap Shot
- Titre français : La Castagne
- Titre québécois : Lancer frappé
- Réalisation : George Roy Hill
- Scénario : Nancy Dowd
- Musique : Elmer Bernstein
- Pays d'origine :  États-Unis
- Langue originale : anglais
- Genre : comédie
- Durée : 123 minutes
- Dates de sortie : 
  - États-Unis : 25 février 1977
  - France : 24 août 1977
  - Québec : 11 novembre 1977
- Affiche : Macario Gómez Quibus (Espagne)

## Distribution
- Paul Newman (VF : Marc Cassot ; VQ : Benoît Marleau) : Reggie Dunlop
- Strother Martin (VF : Louis Arbessier ; VQ : Yves Massicotte) : Joe McGrath
- Michael Ontkean (VF : Hervé Bellon ; VQ : Mario Desmarais) : Ned Braden
- Jennifer Warren (en) (VF : Évelyn Séléna ; VQ : Denise Filiatrault) : Francine Dunlop
- Lindsay Crouse (VF : Sylviane Margollé ; VQ : Julie Morand) : Lily Braden
- Jerry Houser (VF : Pierre Guillermo ; VQ : Jean Leclerc) : Dave « Killer » Carlson
- Andrew Duncan (VQ : Ronald France) : Jim Carr
- Jeff Carlson (VQ : André Montmorency) : Jeff Hanson
- Steve Carlson (VF : Chris Bénard ; VQ : Mario Lirette) : Steve Hanson
- David Hanson (VF : Serge Lhorca ; VQ : Vincent Bilodeau) : Jack Hanson
- Allan F. Nicholls (en) (VF : Richard Darbois ; VQ : Raymond Cloutier) : Johnny Upton
- Brad Sullivan (VQ : Jacques Thisdale) : Morris Wanchuk
- Matthew Cowles (VQ : Serge Thériault) : Charlie
- Kathryn Walker (en) (VF : Michèle André ; VQ : Monique Miller) : Anita McCambridge
- Melinda Dillon (VF : Jeanine Forney ; VQ : Véronique Le Flaguais) : Suzanne Hanrahan
- M. Emmet Walsh (VQ : Jean-Louis Millette) : Dickie Dunn
- Swoosie Kurtz (VQ : Christine Olivier) : Shirley Upton
- Paul D'Amato (en) (VQ : Yves Corbeil) : Tim McCracken
- Guido Tenesi (VQ : Jacques Brouillet) : Billy Charlebois
- John Gofton (VQ : Jean Leclerc) : Nick Brophy
- Yvon Barrette (VF : Paul Bisciglia ; VQ : lui-même) : Denis Lemieux
- Yvan Ponton (VQ : lui-même) : Jean-Guy Drouin
- Stephen Mendillo : Jim Ahern
- Christopher Murney : Hanrahan
- Blake Ball (en) : Gilmore Tuttle
- Ned Dowd (en) : Ogie Ogilthorpe
- Mark Bousquet : André Lussier dit « le caniche » ou « le poodle »
- Connie Madigan (en) : Ross Madison dit « le chien enragé »
- Joe Nolan (en) : Clarence Swamptown dit « le bison des plaines »
- Jean Tétreault (en) : André Bergeron
- Cliff Thompson (en) : Walt Comisky
- Myron Odegaard (VF : Jacques Ciron) : l'arbître du match final
- Mickey McQuillan (VF : Yves Barsacq) : le fils de Dicky Dunn
- Ross Smith (en) (VF : Henry Djanik) : Barclay Donaldson
- Macon McCalman (non crédité) : un patient dans le feuilleton

 Source et légende : version québécoise (VQ) sur Doublage.qc.ca

## Accueil et informations
Le film a réalisé 28 000 000 $ de recettes au box-office aux États-Unis. En France, il a réalisé 841 770 entrées.
Le film reçut un accueil mitigé de la part des critiques, révulsés d'une part par sa vulgarité, ses dialogues grossiers, mais séduits par sa vigueur et son humour décapant[réf. nécessaire]. Avec le temps, le film reçut le titre de film culte et profite de réévaluations élogieuses. Le magazine Maxim l'a nommé « le meilleur film de gars de tous les temps ».
Aidé par la popularité du hockey, le film est devenu culte au Québec, en raison de son doublage en joual et également de la présence de deux québécois, Yvan Ponton et Yvon Barrette, au sein de la distribution. De nombreuses répliques du film, considérées comme classiques, continuent d'être citées par les gens évoluant dans le milieu du hockey au Québec. Entertainment Weekly l'a classé 31e de sa liste des cinquante meilleurs films culte.
- L'équipe des Chiefs de Charlestown est inspirée des Jets de Johnstown, dans laquelle le frère de la scénariste Nancy Dowd était joueur. Elle y a passé quelques semaines en observation, et plusieurs anciens joueurs ont participé au film en tant qu'acteurs. Le personnage de Reggie Dunlop est probablement inspiré de John Brophy, celui d'Oggie Ogilthorpe est vraisemblablement inspiré de Goldie Goldthorpe.
- L'équipe des Bulldogs de Syracuse est très inspirée des Jaros de la Beauce. Les couleurs ainsi que le style de l'équipe. Le logo est du même type[7].
- Un club de hockey de Laval a repris le nom des Chiefs et le logo de l'équipe. Un film a d'ailleurs été fait racontant l'histoire de cinq de ses membres[8].
- Ce n'est pas la première fois que Paul Newman incarne un sportif à l'écran, il joua également un boxeur, ou encore un coureur automobile. Il se serait entrainé pendant sept semaines pour ce rôle de joueur de hockey, et semble très crédible en professionnel[9].